# Перішору (Келераш)
Перішору (рум. Perișoru) — село у повіті Келераш в Румунії. Входить до складу комуни Перішору.
Село розташоване на відстані 115 км на схід від Бухареста, 31 км на північний схід від Келераші, 91 км на захід від Констанци, 116 км на південь від Галаца.

## Населення
За даними перепису населення 2002 року у селі проживали 4344 особи, з них 4337 осіб (99,8%) румунів. Рідною мовою 4341 особа (99,9%) назвала румунську.